# Matilla de los Caños del Río
Matilla de los Caños del Río – gmina w Hiszpanii, w prowincji Salamanka, w Kastylii i León, o powierzchni 69,29 km². W 2011 roku gmina liczyła 656 mieszkańców.